# Geórgios Gennimatás
Ne doit pas être confondu avec l’athlète grec Geórgios Gennimatás.
Geórgios Gennimatás (en grec moderne : Γεώργιος Γεννηματάς), né le 30 juillet 1939 à Athènes et mort le 25 avril 1994 dans la même ville, est un homme d'État grec du Mouvement socialiste panhellénique (PASOK).

## Biographie

### Débuts en politique
Ingénieur civil formé à l'université polytechnique nationale d'Athènes (EMP), Geórgios Gennimatás participe en 1974 à la fondation du Mouvement socialiste panhellénique (PASOK), un parti socialiste et nationaliste dirigé par Andréas Papandréou.

### Ministre et dauphin de Papandréou
Il est élu député au Parlement en 1981 lors d'un scrutin marqué par la victoire du PASOK. Papandréou en fait alors son ministre de l'Intérieur, puis de la Santé à partir de 1984. La même année, le président du parti choisit Gennimatás comme son dauphin politique. Au ministère de la Santé, qu'il occupe trois ans, il mène une lutte acharnée contre le Sida. En 1987, il est nommé ministre du Travail.
Les élections de juin 1989 renvoient les socialistes dans l'opposition sans dégager pour autant de majorité claire. Après la répétition du scrutin en novembre, Xenophón Zolótas constitue un gouvernement d'unité nationale dans lequel Gennimatás occupe le poste de ministre de l'Économie nationale. Il démissionne le 13 février 1990, dans la perspective de nouvelles élections qui donnent le pouvoir à la droit conservatrice.

### Mort
Le PASOK revient finalement au gouvernement à la suite des élections d'octobre 1993. Redevenu Premier ministre, Andréas Papandréou choisit Geórgios Gennimatás comme ministre de l'Économie et des Finances. Il mène alors une politique d'austérité budgétaire après avoir convaincu les syndicats et parvient à couvrir le déficit public pour 1993 sans accroître les taux d'intérêt.
Sa santé déclinant, il abandonne le portefeuille des Finances au bout de quatre mois. Hospitalisé pour des difficultés respiratoires, il tombe dans le coma et meurt d'un cancer du poumon le 25 avril 1994, à l'âge de 54 ans. Papandréou refuse alors de se choisir un nouvel héritier.

### Famille
Il est marié avec Kakia Vergou, qui meurt en septembre 1993 d'un cancer. Il est père de deux filles, dont l'une – Fófi Gennimatá – qui prend la présidence du PASOK en juin 2015.